# اوا پرون
اِوا پِرون (به اسپانیایی: María Eva Duarte de Perón) (متولد ۷ مه ۱۹۱۹ – درگذشته ۲۶ ژوئیه ۱۹۵۲) معروف به اویتا فعال سیاسی و یکی از قدرتمندترین و محبوب‌ترین زنان کشور آرژانتین بود.

## زندگی
او در فقر در روستای لس تولدو، در پامپاس، به عنوان جوان‌ترین فرزند در میان پنج فرزند خانواده متولّد شد. در ۱۵ سالگی در سال ۱۹۳۴، او به پایتخت کشور بوئنوس آیرس رفت تا حرفه‌ای در رادیو، استودیو یا بازیگر زن فیلم بدست آورد.
او همسر دوم خوآن پرون رئیس‌جمهور آرژانتین و از سال ۱۹۴۶ تا زمان مرگش در سال ۱۹۵۲ بانوی اول این کشور بود.
اوا پرون در سن ۳۳ سالگی در سال ۱۹۵۲ به دلیل سرطان دهانه رحم درگذشت. پیش از مرگش کنگره آرژانتین به وی لقب رسمی «رهبر روحانی ملت» را اعطاء کرده بود.
زندگی اوا پرون موضوع کتاب‌ها، فیلم‌های سینمایی، نمایش‌ها و تئاترها و سریال‌های بسیاری در سراسر جهان، به ویژه در آمریکای لاتین بوده‌است. از روی زندگی اوا و همسرش یک تئاتر موزیکال موفق به نام اویتا و یک فیلم به همین نام با بازیگری مدونا و آنتونیو باندراس ساخته شده‌است.
در سال ۲۰۱۱ کتابی که به نام «راهنمای سیاست‌های زشت آمریکای لاتین» منتشر شد و ادعا کرد که اوا پرون کشورش را به پناهگاهی امن برای نازی‌های بسیاری مبدل کرده بود که پس از جنگ جهانی دوم و شکست آلمان هیتلری، متواری شده بودند.